# Spoorlijn Walsrode - Buchholz
De spoorlijn Walsrode - Buchholz (Nordheide), ook wel Heidebahn genoemd, is een spoorlijn tussen Walsrode en Buchholz (Nordheide) in de Duitse deelstaat Nedersaksen. De lijn staat als  als spoorlijn 1712 onder beheer van DB Netze

## Geschiedenis
Het traject tussen Walsrode en Soltau via Fallingbostel werd voor het personenvervoer op 1 oktober 1896 door de Preußische Staatseisenbahnen geopend. Op 30 september 1901 werd het traject tussen Soltau en Buchholz in bedrijf genomen.

## Treindiensten
Erixx verzorgde van 2011 tot 2021 het personenvervoer op dit traject met RB treinen. In 2021 heeft een andere maatschappij de dienst overgenomen. Deze Regionalverkehre Start Deutschland GmbH is een 100%-dochteronderneming van Deutsche Bundesbahn.
| Serie | Treinsoort           | Route                                                         | Bijzonderheden |
| ----- | -------------------- | ------------------------------------------------------------- | -------------- |
| RB 38 | Regionalbahn (Erixx) | Buchholz (Nordheide) – Soltau (Han) – Walsrode – Hannover Hbf |                |

## Aansluitingen
In de volgende plaatsen is of was er een aansluiting op de volgende spoorlijnen:
Walsrode
DB 1711, spoorlijn tussen Hannover en Bremervörde
DB 9141, spoorlijn tussen Verden en Walsrode
Soltau (Han)
DB 1960, spoorlijn tussen Uelzen en Langwedel
DB 9111, spoorlijn tussen Lüneburg en Soltau
DB 9170, spoorlijn tussen Celle en Soltau
DB 9171, spoorlijn tussen Soltau en Neuenkirchen
Buchholz
DB 1280, spoorlijn tussen Buchholz (Nordheide) en aansluiting Allermöhe
DB 1283, middelste spoor tussen Rotenburg en Buchholz
DB 1300, spoorlijn tussen Bremerhaven-Wulsdorf en Buchholz
DB 2200, spoorlijn tussen Wanne-Eickel en Hamburg